# 酒桌文化
酒桌文化是指存在于日常聚会吃饭中，通过饮酒来提高桌上人群的气氛。久而久之，这就成了一种潜在的文化，在80年代之后的中国尤为流行。可促进双方彼此关系。